# Code commercial (cryptologie)
Pour les articles homonymes, voir Code commercial.
 (novembre 2013).
Si vous disposez d'ouvrages ou d'articles de référence ou si vous connaissez des sites web de qualité traitant du thème abordé ici, merci de compléter l'article en donnant les références utiles à sa vérifiabilité et en les liant à la section « Notes et références ».

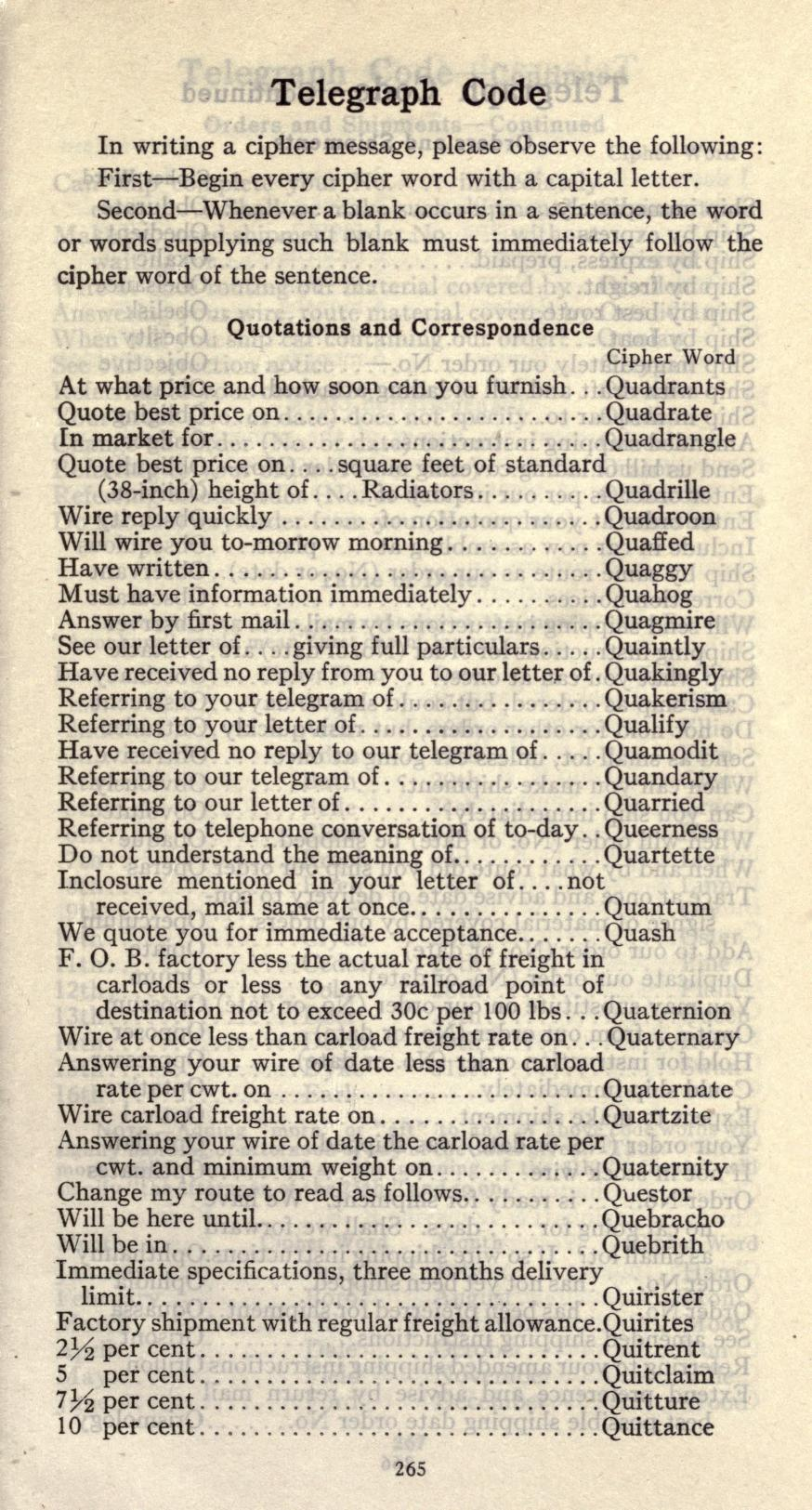
Première page d'un livre de code de 1910.

On désigne sous le nom de code commercial des procédés destinés à chiffrer pour dissimuler le sens et à réduire le coût des télécommunications télégraphiques, utilisés aux XIXe et  XXe siècles. Actuellement ces codes ne sont plus destinés à protéger le secret de la correspondance.

## Histoire
Les codes étaient dits commerciaux car ils étaient utilisés par les banquiers, négociants et autres commerçants. Il s'agissait initialement de rendre inintelligible au porteur du message le sens de celui-ci. Avec le développement des techniques le système se complexifia. 
Ils étaient bien sûr plus simples que les codes militaires ou diplomatiques de même époque. Néanmoins dès la diffusion des procédés télégraphiques au public commercial et privé on vit apparaitre sur le marché des livres de code contenant de longues colonnes de bases type FDRU ou 671JB qui étaient préimprimées mais sans signification. L'utilisateur central n'avait qu'à donner à chaque base le sens de son choix. Il remettait à ses correspondants un exemplaire du livre ou fiche de code ainsi renseigné. 
Le procédé rendait le cryptogramme incompréhensible pour un concurrent mais aussi pour le service télégraphique. Ce procédé de secret commercial basé sur l'utilisation de livres-miroirs fut utilisé jusqu'au début des années 1980 par les maisons de négoce international, notamment pour le télex. Le code Dunlop est un exemple utilisé dans les années 1920 pour le commerce des pneus.
Un autre avantage était la réduction du coût par lettre de transmission: la base "GDOJ" était tarifée 4 alors que son développement décrypté, "vendez actions General Motors" aurait été tarifé 28. 
Il existait également des livres permettant de chiffrer un message commercial ou financier: des listes de blocs-code étaient imprimées mais leur signification était fixée par la firme utilisatrice.
Exemples de codes :
- Chiffrir- und Dechiffrirbuch für Correspondenzen mittelst des magneto-electrischen Telegraphen (1830)
- Code ABC (7 éditions, 1873-1936)
- Code d'Ager (1877-1895)
- Lieber's Standard Telegraph Code (1896)